# Harad
L'Harad (Sindarin: Sud, in Quenya: Hyarmen) è un luogo di Arda, l'universo immaginario fantasy creato dallo scrittore inglese J.R.R. Tolkien. È costituito dalle vaste terre a sud di Gondor e di Mordor.
È anche detto Haradwaith dalla gente che vi vive; letteralmente significa infatti "Popolo del Sud", dal Sindarin harad, "Sud" e gwaith, "popolo".
Gli uomini di Harad sono chiamati Haradrim, "Moltitudine del Sud", o anche, nell'edizione italiana de Il Signore degli Anelli, Sudroni.
Sembra che l'Harad sia nell'emisfero sud, poiché Arda durante la Terza Era non è piatta come era prima della Caduta di Númenor.
Esso si divide in Vicino, Medio ed Estremo, ma di queste regioni non si conosce molto: sarebbero occupate in buona parte dal deserto ed i loro abitanti, gli Haradrim (o Sudroni), genti di carnagione scura non númenoreane, che sono state spesso e volentieri alleati di Sauron nelle guerre contro Gondor. In precedenza, tuttavia, il Vicino Harad venne occupato da Gondor e, per un certo periodo, tra i due popoli si instaurarono delle relazioni commerciali, relazioni che ripreso successivamente alla caduta di Sauron e alla pace tra il regno di Gondor e i popoli haradrim che avevano servito sotto il potere di Sauron.

## Geografia
Sulla costa dell'Harad, i Númenóreani fondarono nel corso della Seconda Era molte città fortificate che, se in un primo tempo furono solo basi commerciali, in seguito divennero centri di dominio. Il più importante di questi insediamenti è Umbar o Città dei Corsari capitale di uno stato di corsari, il regno di Umbar appunto, abitato da Númenóreani Neri.
Nelle zone più fertili, forse occupate da savane e praterie, vivono giganteschi animali chiamati Mûmakil od olifanti. Secondo alcune mappe, l'Haradwaith si divide in Vicino, Medio e Lontano Harad.
Parte dell'Harad si trova nell'emisfero sud di Arda, dove anche l'aspetto del cielo è ovviamente diverso. Aragorn, il futuro Re di Gondor, vi si recò nel periodo in cui si faceva chiamare Thorongil, come dice nel Consiglio di Elrond, in cui riferisce di aver visto Rhûn e Harad, "dove le stelle sono estranee".

## Popolazioni e usanze

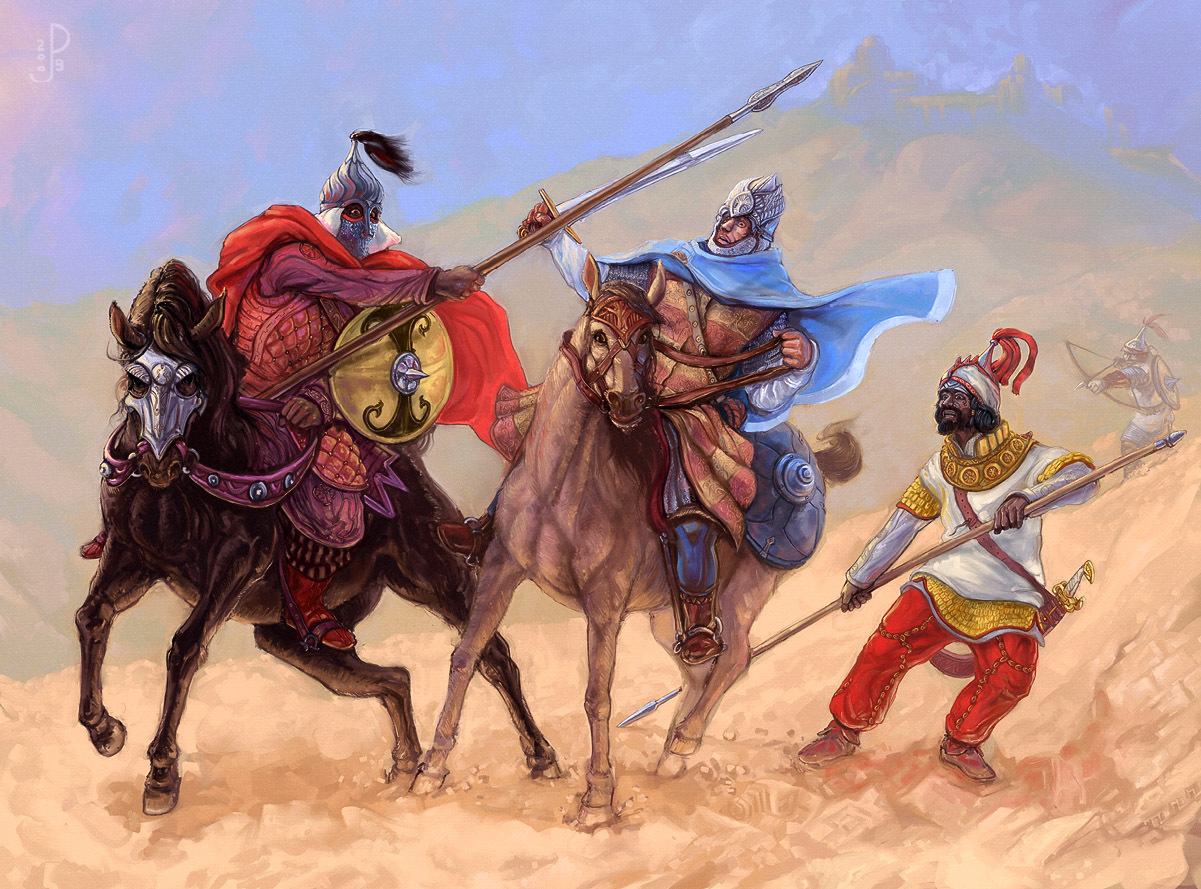
Haradrim attaccano un soldato di Gondor.

Nei romanzi si ha notizia solo del Vicino Harad, di Umbar e dell'Harondor; si fa velatamente menzione alla presenza nel profondo Haradwaith di un immenso deserto, senza però alludere a nessuna foresta di tipo equatoriale. È probabile che le popolazioni irretite da Sauron fossero quelle più prossime a Mordor, che erano anche le uniche ad essere entrate in contatto con i Numenoreani secoli prima. Negli approfondimenti Tolkien afferma che i numenoreani tentarono di conquistare postazioni nei territori più lontani, senza riuscirvi, forse perché incontrarono il deserto che non sapevano come affrontare; si fermarono al massimo ad Umbar, presidiandola con numerose roccaforti. I popoli che vivevano oltre il deserto probabilmente non erano stati raggiunti dall'ombra di Sauron, rimanendo liberi. Purtuttavia Tolkien chiarisce che i Numenoreani nei loro incessanti viaggi per mare siano riusciti a circumnavigare tutta la Terra di Mezzo, compiendo dunque un'impresa mastodontica e in parte probabilmente colonizzando o influenzando i territori più lontani, come il Lontano Harad.
Gli uomini asserviti a Sauron risultavano in misure diverse di carnagione scura, con capelli e occhi mori o bruni; probabilmente sembrerebbero simili agli odierni popoli medio-orientali. Politicamente erano divisi in tanti regni in lotta tra loro, che si univano comunque alla chiamata di Mordor. Nell'Harondor però sopravvivevano valorose comunità guerriere nemiche dei servi di Sauron, e che poi aiuteranno Aragorn nella Battaglia dei campi del Pelennor. Della loro cultura non si fa menzione; è possibile che avessero culti simili a quelli di Gondor, forse trasmessi anticamente dai numenoreani. Erano però molto abili nella metallurgia, e tutto sommato validi combattenti, poiché riuscivano a domare gli Olifanti e costruivano buone armature; anche queste arti forse furono trasmesse dai numenoreani. Dei loro costumi non si sa nulla. Si sa solo che vestivano in modo molto sgargiante.
È ovvio che dei popoli abitanti nelle regioni del Lontano Harad non si conosce assolutamente nulla. In realtà l'autore non specifica niente al riguardo di ciò che era oltre Umbar, ma da certe mappe si deduce che appunto ci fossero territori sterminati e parzialmente civilizzati. 
Per quanto riguarda Anbalukkhor, l'enorme foresta dell'estremo sud nonché reame alleato di Sauron, è nominata da Tolkien più volte, che disse che nei Tempi Remoti i boschi ricoprivano gran parte della Terra di Mezzo: quindi sarebbe una grande foresta, e si presume sia di tipo pluviale per la latitudine in cui è situata.